# Max-Rill-Gymnasium
Das Max-Rill-Gymnasium ist eine staatlich anerkannte Privatschule mit Internat im Schloss Reichersbeuern in Reichersbeuern im oberbayerischen Landkreis Bad Tölz-Wolfratshausen.

## Geschichte
Im Mai 1938 zog der Pädagoge Max Rill mit 43 Schülerinnen im Schloss ein, um seine humanistisch reformerische Pädagogik des gemeinsamen Lebens und Lernens zu verwirklichen. Max Rill war seit 1937 Mitglied der NSDAP. 1943 wurde die Schule verstaatlicht und Rill verbeamtet, 1944 im Schloss ein Lazarett eingerichtet und die Schule vorübergehend geschlossen.
Im Zuge der Entnazifizierung nach dem Zweiten Weltkrieg wurde Rill als Mitläufer eingestuft. Aufgrund einer anonymen Anzeige kam es 1947 zu einem Wiederaufnahmeverfahren, das klären sollte, ob Rill nicht eher als „Belasteter“ einzustufen sei. Vor dem für den Landkreis Bad Tölz zuständigen Spruchkammerverfahren bestätigten Zeugen Rill jedoch einen politikfreien Unterricht und einwandfreies Verhalten. Teile der Anklage verwiesen auf die Fraternisierung der Schülerinnen mit Angehörigen der Tölzer SS-Junkerschule, wie bei regelmäßigen gemeinsamen Tanzstunden. Zwar waren an der Schule heimlich auch jüdische Mischlingskinder gemeldet, aber auch Kinder hochrangiger Nationalsozialisten, wie die Nichte von Rudolf Heß und als prominenteste Schülerin, Gudrun Himmler.
Bis heute wird das Schloss von der Max-Rill-Schule als Gymnasium einschließlich Internat genutzt und 2018 feierte die Max-Rill-Schule ihr 80-jähriges Bestehen.

## Nachweise
1. 1 2  Max-Rill-Gymnasium Schloss Reichersbeuern in der Schuldatenbank des Bayerischen Staatsministeriums für Unterricht und Kultus, abgerufen am 24. August 2024.
2. ↑  Schulgemeinschaft. Max-Rill-Gymnasium und Internat, abgerufen am 24. August 2024.
3. 1 2  Schulchronik. Max-Rill-Gymnasium und Internat Reichersbeuern, abgerufen am 24. August 2024.
4. ↑  http://www.reichersbeuern.de/fileadmin/Dateien/Dateien/Aktuelles/Gmoablattl/epaper-2017-12-01_104226/index.html#58
5. ↑  Himmler-Tochter gestorben. In: ovb-online.de. 3. Juli 2018, abgerufen am 2. März 2024.
6. ↑  Rosi Bauer: Max-Rill-Schule: Wie war das in den Zeiten der Tyrannei? In: Merkur.de. 25. Juli 2018, abgerufen am 28. Juli 2018.
7. ↑  Christoph Schnitzer: Neues Buch und Theaterstück : Max Rill und die SS-Junkerschule. In: Merkur.de. 20. Juli 2018, abgerufen am 28. Juli 2018.